# Strassen (Luxemburg)
Strassen (luxemburguès Stroossen) és una comuna i vila a l'est de Luxemburg, que forma part del cantó de Luxemburg. Fou creada el 1850 en separar-se de Bertrange.

## Població
| Nacionalitat   | Població | %      |
| -------------- | -------- | ------ |
| luxemburguesos | 2.970    | 50,33% |
| Forasters      | 2.931    | 49,67% |
| - portuguesos  | 528      | 8,95%  |
| - francesos    | 526      | 8,91%  |
| - italians     | 364      | 6,17%  |
| - belgues      | 383      | 6,49%  |
| - alemanys     | 205      | 3,47%  |
| - iugoslaus    | 107      | 1,81%  |
| - altres       | 818      | 13,86% |

## Evolució demogràfica
| Any        | Població |
| ---------- | -------- |
| 15/02/2001 | 5.901    |
| 01/01/2002 | 5.869    |
| 01/01/2003 | 5.933    |
| 01/01/2004 | 6.021    |
| 01/01/2005 | 6.173    |